# 福島市飯野UFOふれあい館
福島市飯野UFOふれあい館（ふくしましいいのユーフォーふれあいかん）は、福島県福島市飯野町青木にあるUFOの里内にある施設のひとつでUFO関係の書籍、資料などを集めた、全国的にも珍しい展示館兼多目的公共施設である。

## 概要
UFO専門の施設は国内的にも珍しく、UFO関係のビデオや写真等の資料をおよそ3000点所蔵している。この施設のある福島市飯野地域はUFOの目撃例が多く、シンボルの千貫森と共にUFOの里として知られている。
1992年11月に開館。2008年7月1日の伊達郡飯野町の福島市への編入合併に伴い、いいのまちUFOふれあい館から改称した。
この施設は、ニンゲンBOX、1億人の大質問!?笑ってコラえて!、天才てれびくん、ひるどき日本列島、24CH△NNEL、月曜から夜ふかしなどで紹介されている。

## 施設
- 1階

展示室
- 2階

お風呂と和室が2部屋（宇宙の間、銀河の間）があり、予約が入ってなければ、宇宙の間は一般でも利用できる。

## 利用案内
- 開館時間

9時00分 - 17時00分（月曜日定休）
- 入場料（個人）

一般400円、小中学生200円（入浴料込み）
- 入場料（団体）

一般350円、小中学生150円（入浴料込み）

## アクセス
- 福島駅からJRバス東北川俣高校前行きに乗り、UFOの里バス停下車徒歩5分